# Lethrinus olivaceus
Lethrinus olivaceus är en fiskart som beskrevs av Valenciennes, 1830. Lethrinus olivaceus ingår i släktet Lethrinus och familjen Lethrinidae. Inga underarter finns listade i Catalogue of Life.